# 강진 월남리 원주이씨 가옥
월남리 원주이씨 가옥은 대한민국 전라남도 강진군 성전면에 있다. 2013년 9월 25일 강진군의 향토문화유산 제54호로 지정되었다.

## 개요
‘숭정기원후’연호가 있는 고가옥 ‘숭정기원후4회임자’년으로 1852년  원주이씨 강진파 근송소 문중 건축물이다.